# Breakdown (film, 1997)
Pour les articles homonymes, voir Breakdown.
Pour plus de détails, voir Fiche technique et Distribution.
Breakdown ou Panne fatale au Québec est un thriller américain réalisé par Jonathan Mostow et sorti en 1997.
Lors de sa sortie sur Video Home System (VHS) en France, en février 1999, il est officiellement titré Breakdown : Point de rupture.

## Synopsis
Jeff et Amy Taylor ont quitté Boston. Ils prennent la route pour démarrer une nouvelle vie à San Diego. En plein désert, leur Jeep Grand Cherokee pourtant neuve tombe en panne. Un poids lourd s'arrête. Le chauffeur, Red, propose de leur venir en aide. Tandis qu'Amy se charge, avec le secourable camionneur, d'aller quérir une dépanneuse, Jeff s'emploie à réparer le véhicule, qu'il réussit finalement à faire démarrer. Il décide d'aller rejoindre Amy mais, au relais routier, il ne trouve plus trace de son épouse. Devant le silence des autochtones, il reprend le volant et aperçoit le camion de Red. Lorsqu'il interroge ce dernier au sujet de son épouse, Red fait mine de ne pas le connaître. Questionné par la police, il nie avoir jamais rencontré ni Jeff ni sa femme. Jeff comprend alors qu'il devra agir seul pour la retrouver.

## Fiche technique
- Titre original : Breakdown
- Titre français : Breakdown : Point de rupture
- Titre québécois : Panne fatale
- Réalisation : Jonathan Mostow
- Scénario : Sam Montgomery et Jonathan Mostow, d'après une histoire de Jonathan Mostow
- Musique : Basil Poledouris
- Direction artistique : Lee Mayman
- Décors : Victoria Paul
- Costumes : Terry Dresbach
- Photographie : Doug Milsome
- Montage : Derek Brechin et Kevin Stitt
- Production : Dino De Laurentiis et Martha De Laurentiis
- Sociétés de production : Dino De Laurentiis Company et Spelling Films
- Sociétés de distribution : Paramount Pictures (États-Unis), UGC Fox Distribution (France)
- Budget : ~ 36 000 000 de dollars[réf. nécessaire][1], soit ~ 27 300 000 d'euros
- Pays de production : États-Unis
- Langue originale : anglais
- Format : couleur - 2.35 : 1 - Dolby Digital - 35 mm
- Genre : thriller
- Durée : 95 minutes
- Dates de sortie : 
  - États-Unis : 2 mai 1997
  - France : 8 octobre 1997
- Film interdit aux moins de 12 ans lors de sa sortie en France

## Distribution
Légende : VF = Version Française et VQ = Version Québécoise
- Kurt Russell (VF : Philippe Vincent et VQ : Jean-Luc Montminy) : Jeffrey "Jeff" Taylor
- J. T. Walsh (VF : Frédéric Cerdal et : Guy Nadon) : Warren "Red" Barr
- Kathleen Quinlan (VQ : Claudine Chatel) : Amy Taylor
- M. C. Gainey (VQ : Daniel Picard) : Earl
- Jack Noseworthy (VQ : Alain Zouvi) : Billy
- Rex Linn (VQ : Pierre Auger) : le shérif Boyd
- Ritch Brinkley : Al
- Moira Harris : Arleen Barr
- Kim Robillard (VQ : Antoine Durand) : l'adjoint Len Carver
- Thomas Kopache : Calhoun
- Jack McGee : le barman chez Belle's Diner
- Ancel Cook : le pilier de bar chez Belle's Diner
- Vincent Berry (VQ : Nicolas Pensa) : Deke Barr
- Helen Duffy : Flo
- Gene Hartline : le conducteur de la dépanneuse

## Production
- Le tournage s'est déroulé à Barstow, Los Angeles, Sacramento, Victorville et la Templin Highway (en), en Californie, ainsi que Sedona en Arizona, Nelson's Landing dans le Nevada et Moab dans l'Utah[4].

## Bande originale
- Burgers & Fries, interprété par Charley Pride
- This Game Of Love, interprété par Robbyn Kirmsse
- Nobody Knows, interprété par Robbyn Kirmsse
- Walking Out The Back Door, interprété par Robbyn Kirmsse

## Distinctions

### Récompense
- Prix du meilleur second rôle féminin pour Kathleen Quinlan, lors des Blockbuster Entertainment Awards en 1998.

### Nominations
- Meilleur thriller, par l'Académie des films de science-fiction, fantastique et horreur en 1998.
- Meilleur second rôle masculin pour J. T. Walsh, par l'Académie des films de science-fiction, fantastique et horreur en 1998.

## Autour du film
- Pour pouvoir être auprès de sa famille tous les soirs à Los Angeles, Kurt Russell était transporté par hélicoptère sur les différents lieux de tournage.
- Le camion de Red est un Peterbilt 377.
- Après que la première fut refusée, Basil Poledouris composa une seconde partition pour le film.
- Dans le script original, dans la scène de la station essence au début du film, Red discutait brièvement avec Amy.
- Le film reprend le thème du téléfilm de 1973, La Disparition, d'après une nouvelle de Richard Matheson. Dans cette histoire, c'est le mari qui disparaît.
- L'acteur J. T. Walsh, qui interprète le chef des kidnappeurs, meurt peu de temps après la sortie du film, qui lui est dédié.